# Petar Šuto
Petar Šuto (Imoschi, 29 giugno 1980) è un ex calciatore croato, di ruolo centrocampista.

## Palmarès

### Competizioni nazionali
- Supercoppa di Croazia: 1

Hajduk Spalato: 2004
- Campionato croato: 1

Hajduk Spalato: 2004-2005